# Лан (Эн)
Лан (фр. Lent) — коммуна во Франции, находится в регионе Рона — Альпы. Департамент — Эн. Входит в состав кантона Перонна. Округ коммуны — Бурк-ан-Брес.
Код INSEE коммуны — 01211.

## География
Коммуна расположена приблизительно в 380 км к юго-востоку от Парижа, в 50 км северо-восточнее Лиона, в 9 км к югу от Бурк-ан-Бреса.
По территории коммуны протекает река Вель, есть много озёр.

## Климат
Климат полуконтинентальный с холодной зимой и тёплым летом. Дожди бывают нечасто, в основном летом.

## Население
Население коммуны на 2010 год составляло 1328 человек.
| 1962 | 1968 | 1975 | 1982 | 1990 | 1999 | 2010 |
| ---- | ---- | ---- | ---- | ---- | ---- | ---- |
| 721  | 778  | 801  | 976  | 1043 | 1148 | 1328 |

## Администрация
| Период | Период | Фамилия            | Партия | Примечания |
| ------ | ------ | ------------------ | ------ | ---------- |
| 1965   | 1977   | Альбер Бонфуа      |        |            |
| 1977   | 1979   | Даниель Блан       |        |            |
| 1979   | 1995   | Рене Готье         |        |            |
| 1995   | 2014   | Мишель Бюлле       |        |            |
| 2014   | 2020   | Мари-Клэр Панабьер |        |            |

## Экономика
В 2010 году среди 858 человек трудоспособного возраста (15—64 лет) 671 были экономически активными, 187 — неактивными (показатель активности — 78,2 %, в 1999 году было 72,7 %). Из 671 активных жителей работали 641 человек (342 мужчины и 299 женщин), безработных было 30 (10 мужчин и 20 женщин). Среди 187 неактивных 64 человека были учениками или студентами, 80 — пенсионерами, 43 были неактивными по другим причинам.

## Достопримечательности
- Фахверковый дом (XVI век). Исторический памятник с 1937 года[4]

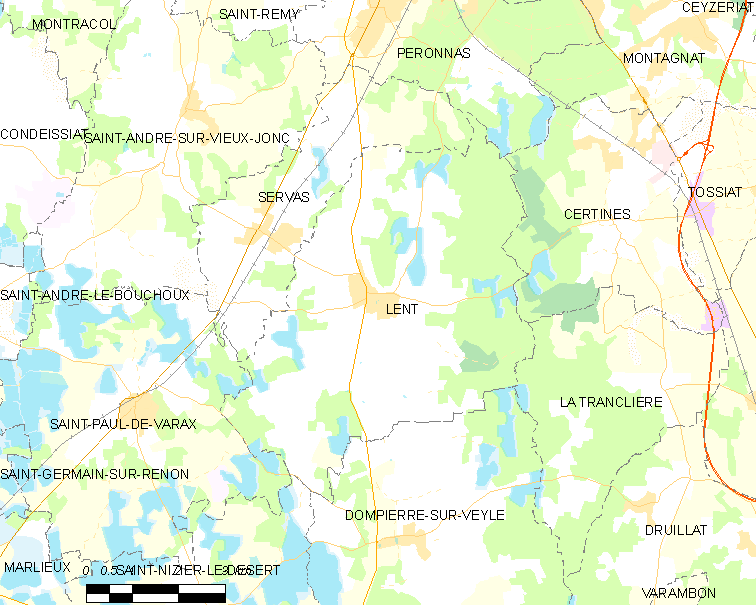
Карта коммуны